# Османи, Арбана
Арбана Османи (алб. Arbana Osmani, род. 7 мая 1983 г. в г. Макелари, Албания) — албанская теле- и радиоведущая, наиболее известным по представлению Big Brother Albania ("Большой брат Албании").

## Карьера
Она начала свою карьеру в 2000 году в качестве журналистки журнала «Интервиста». Позже она начала работать на радио Top Albania, сначала в качестве радиоведущей на таких шоу, как Top Select в 2002 году.
Позже она продолжила работать на телевидении на канале Top Channel, в течение четырёх сезонов она представляла популярное шоу Top Fest вместе с другими телеведущими, такими как Ледион Лисо, Хеми Шеху, Албан Дудуши и Эвис Мула. Она также представляла другие шоу, такие как «Pasdite ne Top Channel», «E Diell» («Воскресенье»), «1001 Pse?!» («1001 Почему?!»), развлекательное детское шоу и другие шоу.
В течение 7 выпусков подряд, с 2008 по 2014 год, Османи представлялf самое популярное реалити-шоу Албании Big Brother Albania. В 2013 году она подтвердила, что Big Brother Albania возьмёт годовой перерыв. В то время она работала над своей кулинарной книгой. Однако 22 февраля 2014 года 'Big Brother Albania вернулся с седьмым сезоном, в котором Османи вернулась в качестве ведущей шоу. Она не вернулась на восьмой сезон из-за беременности. Главным ведущим был Ледион Лисо. Османи вернулась в шоу в качестве ведущего девятого сезона.
В сезоне 2015—2016 годов она в течение одного сезона представляла игровое шоу Ne 1 Jave («За 1 неделю»). С 29 октября 2016 года и в течение 5 сезонов она представляла шоу Dua Te Te Bej Te Lumtur («Я хочу сделать тебя счастливым») на Top Channel.
17 августа 2021 года Османи объявила в своем аккаунте в Instagram, что она представит версию шоу Big Brother VIP Albania для знаменитостей, показ которого начался 5 октября 2021 года на Top Channel. Из-за удовлетворительных рейтингов первого сезона Top Channel анонсировал второй сезон Big Brother VIP, который выйдет в эфир в декабре 2022 года, а ведущим шоу будет Османи.
В 2022 году Османи сыграла в фильме София, где сыграла саму себя.
Османи была ведущей 61-й выпуска ежегодного албанского музыкального конкурса Festivali i Këngës на RTSH.

## ТВ-передачи
- Top Select (Top Albania Radio)
- Top Fest (Top Channel)
- Pasdite ne Top Channel (Top Channel)
- E Diell (Top Channel)
- 1001 Pse?! (Top Channel)
- Big Brother Albania (Top Channel)
- Ne 1 Jave (Top Channel)
- Dua Te Te Bej Te Lumtur (Top Channel)
- Big Brother VIP (Top Channel)
- Festivali i Këngës (RTSH)

## Личная жизнь
Османи состояла в отношениях с Ардитом Керо, которые были вместе 16 лет. У них есть сын по имени Джони.
Османи познакомилась с режиссёром Эдуартом Гришаем в 2019 году. У них есть сын, который родился в 2020 году, и ему дали имя Диэлл и дочь, которая родилась в 2022 году, и Османи и Гришай дали ей имя Зои.